# Дервал, Нина
Ни́на Дерва́л (нидерл. Nina Derwael; род. 26 марта 2000, Синт-Трёйден, Фламандский регион) — бельгийская спортивная гимнастка, специализирующаяся в соревновании на брусьях и бревне. Олимпийская чемпионка (2020), двукратная чемпионка мира (2018, 2019) и двукратная чемпионка Европы на разновысоких брусьях (2017, 2018), победительница чемпионата Бельгии в многоборье (2018). Спортсменка года в Бельгии (2018).

## Биография
Нина Дервал родилась 26 марта 2000 года в Синт-Трёйдене. Её отец Нико ранее играл в футбол. Нина начала заниматься гимнастикой в возрасте двух лет. В возрасте семи лет она переехала в Гент и стала тренироваться при национальном центре гимнастики. Она обучалась на программе управления в Университете прикладных наук в Генте. Она вместе с футболистом Сименом Вутом .

## Ранняя карьера
Дебют Дервал состоялся в 2013 году на турнире Elite Gym Massilia в Марселе. На этих соревнованиях бельгийка стала восьмой в абсолютном первенстве, а команда Бельгии стала седьмой.

### 2014
Дервал участвовала на турнире International Gymnix в Монреале и стала пятнадцатой в личном многоборье. Также выступила на отдельных видах, где стала восьмой на разновысоких брусьях. Затем на чемпионате Бельгии она заняла пятое место в личном многоборье. Выступила на товарищеском турнире, на котором участвуют гимнасты Румынии, Франции и Бельгии и соревнуются между собой. Бельгийская сборная на этом турнире заняла второе место из трёх, уступив Румынии. Вместе с Аксель Клинкерт, Руне Херманс, Йелле Бёлленс и Синди Ванденхол она вошла в состав сборной на юниорский чемпионат Европы. Сборная Бельгии заняла шестое место в командных соревнованиях. На турнире Elite Gym Massilia Дервал выиграла бронзовую медаль в многоборье, уступив россиянке Дарье Спиридоновой и итальянке Джорджии Кампане. Также участвовала на разновысоких брусьях и в вольных упражнениях в отдельных видах, оба раза став пятой. На Top Gym Tournament в Шарлеруа Дервал финишировала на 14-м месте в абсолютном первенстве. Уступив Ангелине Мельниковой на брусьях, Дервал стала серебряным призёром, а также заняла пятое место в вольных упражненниях.

### 2015
Дервал выиграла на чемпионате Бельгии золотые медали в абсолютном первенстве, брусьях, бревне и на вольных упражнениях, а также завоевала серебро в опорном прыжке. На командном турнире во Фландрии они выиграла золото в личном многоборье и помогла Бельгии финишировать на втором месте вслед за Германией. На Европейском юношеском Олимпийской фестивале Дервал выступила с Аксель Клинкерт и Жюли Майерс, и гимнастки завоевали серебро, уступил только россиянкам. В абсолютном первенстве Дервал стала четвёртой, а на отдельных видах завоевала серебро на брусьях вслед за Дарьей Скрыпник, стала пятой на бревне и завоевала бронзу на вольных упражнениях На Elite Gym Massilia стала пятой в многоборье и на вольных упражнениях, а также выиграла бронзовую медаль на бревне, уступив Лауре Журке и Энус Мариани

## Взрослая карьера

### 2016
Дервал перешла во взрослые соревнования в 2016 году. Её дебют состоялся на International Gymnix, где она завоевала золото в команде и стала седьмой в многоборье. На брусьях она стала победительницей, а также завоевала серебро на бревне. В марте во время тренировок на бревне она сломала руку и пропустила отборочный турнир на Олимпийские игры. Она вернулась к чемпионату Европы, где бельгийки финишировали на девятом месте в квалификации. Бельгийская сборная выступила на чемпионате Нидерландов и Дервал стала шестой в многоборье, завоевала серебро на брусьях после Лауры Ваэм и стала пятой на вольных упражнениях. Вместе с Сенной Дерикс, Руне Херманс, Гаэль Мис и Лауров Ваэм она представила Бельгию на Олимпийских играх в Рио-де-Жанейро. Сборная Бельгии стала двенадцатой в квалификации, Нина квалифицировалась в личное многоборье и стала девятнадцатой с результатом 56,299. После Олимпиады она выступила на мемориале Хоакина Блюма и выиграла золото в многоборье.

### 2017
Дервал выступила в качестве гостя на турнире в Дюнкерке, помогла Бельгии занять пятое место. В многоборье она стала шестой, в соревновании на брусьях разделила золото с Элисон Лепин. Затем на трофее Езоло она стала двенадцатой в мноборье. На чемпионате Европы она стала седьмой в абсолютном первенстве, а на брусьях стала первой бельгийской чемпионкой. На командном турнире во Фландрии она стала бронзовым призёром в составе команды и отдельно на бревне.
На Кубке вызова в Париже Дервал завоевала золото на брусьях. На чемпионате мира она завоевала бронзу, уступив на брусьях китаянке Фан Илинь и россиянке Елене Ерёминой. Таким образом, Нина Дервал стала первой бельгийкой, завоевавшей медаль чемпионата мира. В абсолютном первенстве она стала восьмой.

### 2018
Дервал выступила на турнире в Штутгарте и выиграла золото в команде. На Кубке мира в Дохе она стала чемпионкой на брусьях и завоевала бронзу на бревне, уступив француженкам Мелани де Жезус дос Сантос и Марин Буайе. В марте она завоевала золото в абсолютном первенстве на чемпионате Бельгии и помогла сборной стать четвёртой на товарищеском турнире в Херенвене
На чемпионате Европы Дервал со второго места квалифицировалась в финал на брусьях и с первого в финал на бревне. Сборная Бельгии стала третьей, но снялась из-за травм у спортсменок. Дервал защитила титул на брусьях, победив россиянку Ангелину Мельникову, а затем выиграла серебряную медаль на бревне, уступив олимпийской чемпионке Санне Веверс из Нидерландов На турнире в Варсенаре она завоевала золото с командой и в абсолютном первенстве.
На чемпионате мира в Дохе Дервал с командой заняла одиннадцатое место в квалификации командного турнира, а также она вышла в финал абсолютного первенстве, брусьев и на бревне. В многоборье она стала четвёртой, на брусьях получила оценку 15,200, опередив в борьбе за золото на половину балла американку Симону Байлз, которая квалифицировалась с лучшей оценкой и за сложность, и за исполнение. Таким образом она стала первой чемпионкой мира из Бельгии в истории. Она также заняла четвёртое место на бревне. После чемпионата мира она участвовала на Кубке мира в Котбусе и выиграла золото на брусьях.

### 2019
В марте Дервал выступила на Кубке мира в Дохе и выиграла золото и серебро на брусьях и бревне, соответственно. В апреле Дервал объявила, что не планирует выступить на чемпионате Европы и будет отбираться на Олимпиаду.
В июне Дервал выступила на командном турнире во Фландрии и выиграла золотую медаль как в командном первенстве, так и на брусьях. Также она стала серебряным призёром в абсолютном первенстве, проиграв только Наоми Виссер. Затем Нина выступила на Европейских играх в Минске, где участвовала только на брусьях и бревне. Тем не менее, на первом финале она допустила падение и финишировала на четвёртом месте, однако на бревне не допустила ошибок и завоевала золотую медаль.. На турнире в Вормсе она выиграла золотые медаль и на брусьях, и на бревне, а также стала второй в командном турнире. Бельгийки проиграли немкам.
В октябре Дервал выступила на чемпионате мира в Штутгарте. В квалификации сборная Бельгии заняла десятое место и не прошла в финал, что означало также непопадание на Олимпийские игры в Токио. В личных видах Дервал прошла в многоборье, на брусьях и на вольных упражнениях. В абсолютном первенстве Нина показала лучший результат на брусьях и финишировала на пятом месте. В отдельных видах на брусьях Дервал набрала 15,223 балла, что обеспечило ей защиту титула чемпионки мира. Дервал стала первой женщиной, которая защитила титул на брусьях после Макси Гнаук (1981, 1983), Даниэлы Сливаш (1987, 1989), Светланы Хоркиной (1995, 1996, 1997, 1999 и 2001) и Фань Илинь (2015, 2017) Затем она снялась с вольных упражнений, ссылаясь на полученные ранее травмы и желание восстановиться к Олимпиаде.

### 2020-21
Нина должна была участвовать на Кубке мира в Токио в феврале 2020 года, но он был отменён из-за пандемии коронавируса. В декабре 2020 года Дервал и её парень Симен Вут сдали положительные тесты на COVID-19, но перенесли болезнь бессимптомно.
В марте 2021 года на бельгийском международном турнире Дервал выиграла золото в абсолютном первенстве и на всех четырёх отдельных видах. Затем она выступила в Осийеке на Кубке Вызова и выиграла золото на брусьях и на бревне. На этом турнире она представила новый элемент, названный впоследствии в её честь. На командном турнире во Франдрии она заняла четвёртое место в многоборье, а в составе команды завоевала серебро, уступив Франции. На брусьях завоевала золото.
В июле 2021 года Нина Дервал вошла в состав сборной на Олимпийские игры в Токио вместе с Мелиссой Брассар, Юттой Веркест и Лизой Велен. 1 августа стала олимпийской чемпионкой на брусьях, опередив россиянку Анастасию Ильянкову и американку Сунису Ли.